# Dimophora punctifera
Dimophora punctifera är en stekelart som beskrevs av Dasch 1979. Dimophora punctifera ingår i släktet Dimophora och familjen brokparasitsteklar. Inga underarter finns listade i Catalogue of Life.